# Kim Wan
Pour les articles homonymes, voir Kim.
Dans ce nom coréen, le nom de famille, Kim, précède le nom personnel Wan.
Kim Wan, né le 27 mars 1961, est un pongiste sud-coréen.

## Carrière
Il est finaliste de la Coupe du monde de tennis de table en 1984 et termine troisième en 1986. Cette même année, il est médaillé de bronze aux Jeux asiatiques.
Il termine quatrième de l'épreuve de double hommes aux Jeux olympiques d'été de 1988 à Séoul  avec Kim Ki-taek.